# Jacques-Yves Cousteau
Jacques-Yves Cousteau (Saint-André-de-Cubzac, 11 giugno 1910 – Parigi, 25 giugno 1997) è stato un esploratore, navigatore, militare, oceanografo e regista francese.

## Biografia
Da giovane venne ammesso all'École navale (Accademia Navale) di Brest e divenne un ufficiale cannoniere della Marina militare francese, il che gli diede l'opportunità di fare i suoi primi esperimenti subacquei. Nel 1936 sperimentò un modello di occhiale subacqueo, forse il progenitore delle moderne maschere. Si sposò nel 1937 con Simone Melchior, figlia di un dirigente dell'Air Liquide, con la quale ebbe due figli: Jean-Michel (nato nel 1938, anche lui oceanografo e produttore cinematografico) e Philippe (nato nel 1940 e morto nel 1979 in un incidente di volo durante le riprese di un documentario).
Nel 1991, un anno dopo la morte della moglie per cancro, sposò Francine Triplet (poi Francine Cousteau), una hostess dell'Air France, con la quale nel frattempo aveva avuto due figli: Diane (nata nel 1980) e Pierre-Yves (nato nel 1982).
Cousteau prese parte alla seconda guerra mondiale come spia e durante il conflitto trovò il tempo di inventare, nel 1943, assieme ad Émile Gagnan, il primo tipo di equipaggiamento per lo Scuba diving, l'Aqua-lung.
Il famoso erogatore monostadio Cousteau-Gagnan "Mistral" diverrà negli anni a seguire il prezioso strumento che aprirà le porte del mondo sommerso a migliaia di appassionati. Negli anni dopo la guerra, ancora ufficiale di marina, sviluppò delle tecniche per lo sminamento dei porti francesi e per l'esplorazione dei relitti. Racconterà queste esperienze in un libro pubblicato nel 1953, dal titolo Il mondo silenzioso, che costituirà la base per il fortunato documentario del 1956, Il mondo del silenzio, che vinse il primo premio al Festival di Cannes ed il premio Oscar nella categoria documentari nello stesso anno.
Nominato presidente delle Campagne oceanografiche francesi, nel 1950 Cousteau ricevette in affitto, dal milionario irlandese Thomas "Loel" Guinness M.P., per il prezzo simbolico di un franco francese l'anno, un dragamine costruito dalla Royal Navy. Cousteau, ribattezzatolo "Calypso", lo ristrutturò e trasformò in nave da ricerca e base di supporto per missioni oceanografiche. Con la Calypso, Cousteau esplorò i mari del pianeta, compresi alcuni fiumi. Durante questi viaggi produsse molti libri e film. Questi lavori furono di grande aiuto nel rendere popolare la biologia sottomarina.
Nel 1959, per il grande prestigio acquisito in campo subacqueo e scientifico, fu coinvolto nella fondazione e nominato presidente della CMAS (Confederation Mondiale des Activitè Sous Marine), che in realtà aveva come scopo principale quello di organizzare gare di pesca subacquea a livello internazionale, contrariamente a quello che Cousteau stesso voleva che fosse, e cioè più un organismo per la diffusione della subacquea e della ricerca in campo marino. Tale argomento assunse sempre i toni della polemica e venne sempre messo in discussione, tanto che Cousteau, infine, chiese che tale attività venisse espunta dallo statuto e che non fosse più praticata a livello agonistico.
Per i grandi interessi di molti, ciò non venne mai accettato dalla maggioranza del consiglio nelle varie animate riunioni, caratterizzate sempre da toni aspri e fortemente polemici, tanto che nel 1973 Cousteau rassegnò le dimissioni e non volle più avere niente a che fare con la CMAS. Negli anni sessanta la popolarità di Cousteau era sempre più in crescita a livello internazionale e nel mondo scientifico. Nell'ottobre 1960, un grosso quantitativo di scorie radioattive dell'EURATOM stava per essere scaricato in mare. Le Commandant organizzò una campagna pubblica che ottenne ampio supporto popolare. Il treno che trasportava le scorie venne bloccato da donne e bambini seduti sulle rotaie e rispedito indietro. Il rischio di contaminazione radioattiva venne così evitato.
A Monaco, nel novembre seguente, una visita ufficiale del presidente francese Charles de Gaulle si tramutò in un dibattito sugli eventi dell'ottobre 1960 e sugli esperimenti nucleari in generale. L'ambasciatore francese aveva già suggerito che il principe Ranieri evitasse l'argomento, ma il presidente (a quanto pare) chiese a Cousteau, in tono amichevole, di essere gentile nei confronti dei ricercatori nucleari e Le Commandant (sempre a quanto pare) replicò: "No signore, sono i suoi ricercatori che devono essere gentili nei nostri confronti". Durante questa discussione Cousteau scoprì che il motivo degli esperimenti e delle ricerche francesi era dato dal rifiuto da parte degli americani di condividere i loro segreti nucleari con gli alleati.
Nel settembre del 1962 diede vita al primo esperimento Précontinent, in cui i suoi collaboratori Albert Falco e Claude Wesny alloggiarono per una settimana alla profondità di 10 metri all'interno di una campana subacquea battezzata Diogene per l'occasione, dotata di elettricità, telefono, televisione ed acqua dolce, che veniva alimentata dalla superficie. Gli "acquanauti" vivevano nella campana respirando continuamente aria compressa e quindi in "saturazione" e durante il giorno effettuavano escursioni subacquee fino alla profondità di 25 metri.
Nel 1963, assieme a Jean de Wouters, Cousteau sviluppò una macchina fotografica subacquea chiamata "Calypso-Phot", che venne in seguito brevettata dalla Nikon diventando la "Calypso-Nikkor" e quindi la "Nikonos". Nello stesso anno Cousteau mise in opera l'ambizioso progetto Précontinent II, dove nel Mar Rosso, nella laguna Shaab-Rumi vicino a Port Sudan, vennero calate in mare due case subacquee, una a 10 metri di profondità in grado di ospitare fino a 8 acquanauti, l'altra a 25 metri destinata ad ospitarne 2.
La casa grande era a forma di stella marina con una sala centrale in cui si effettuavano le riunioni e si consumavano i pasti, dotata di apparecchiature varie, schermi televisivi, telefono, manometri per il controllo del gas ecc., con grandi oblò a forma di finestre. Da questa sala centrale si dipartivano quattro corridoi cilindrici, di cui due riservati agli alloggi, il terzo adibito a cucina con un laboratorio di biologia ed il quarto come via comunicante con il mare grazie a un passaggio aperto sul pavimento. La casa piccola era come una campana subacquea con due ambienti, il piano inferiore come uscita per l'esterno e quello superiore come abitazione. La miscela respirabile era composta da aria e elio a circuito chiuso con il tasso di ossigeno controllato e il biossido di carbonio eliminato con calce sodata.
I primi acquanauti compirono parecchie immersioni a 25 metri per costruire la casa più piccola, dove due uomini rimasero per più di una settimana compiendo immersioni fino alla profondità di 50 metri. L'esperimento durò in totale 28 giorni e gli acquanauti furono riportati alla superficie senza problemi. Assieme a Jean Mollard, Cousteau creò l'SP-350 (detta Soucoupe plongeante a causa della forma a scodella), un sottomarino biposto che poteva raggiungere una profondità di 350 m sotto la superficie dell'oceano. I test del mezzo ebbero successo e vennero proseguiti nel 1965 con due veicoli che raggiunsero la profondità di 500 m.
Cousteau divenne direttore del Museo oceanografico di Monaco, creò un gruppo di ricerca sottomarina a Tolone, fu il capo del Conshelf Saturation Dive Program (esperimenti di immersione a lunga durata, le prime colonie sottomarine abitate) e fu uno dei pochi stranieri ad essere ammesso nella National Academy of Sciences. Nel 1973 Cousteau fondò The Cousteau Society (associazione di diritto statunitense non a scopo di lucro) per la protezione della vita oceanica, che oggi conta più di 300 000 membri; essa ha sede a Chesapeake ed è guidata, dalla morte di Cousteau nel 1997, dalla presidente Francine Cousteau. Nel 1977, assieme a Peter Scott, ricevette il premio internazionale per l'ambiente dell'ONU e pochi anni dopo anche l'American Liberty Medal da Jimmy Carter, allora presidente degli Stati Uniti.
Nel 1981 Cousteau fondò la Fondation Cousteau (associazione di diritto francese non a scopo di lucro); essa ha sede a Parigi, dal 1992 ha cambiato nome in Équipe Cousteau ed è guidata, dalla morte di Cousteau nel 1997, da Francine Cousteau. Ha ricevuto la Medaglia presidenziale della libertà, una delle due più prestigiose onorificenze statunitensi, il 23 maggio 1985 dal Presidente Reagan. Nel 1992 venne invitato a Rio de Janeiro, per la conferenza mondiale sull'ambiente e lo sviluppo organizzata dall'ONU, divenendo un consulente regolare dell'ONU e della Banca Mondiale. Nello stesso anno divenne presidente del Consiglio per i diritti delle generazioni future.
Jacques Cousteau morì il 25 giugno 1997 ed è sepolto nella cappella di famiglia al cimitero di Saint-André-de-Cubzac, in Francia.

## Eredità
Cousteau amava definirsi un "tecnico oceanografico". Egli fu in realtà un sofisticato amante della natura, specialmente di quella marina. Il suo lavoro permise a persone di tutti i continenti di visitare la vita che sta sotto la superficie oceanica ed esplorare attraverso la televisione le risorse del "continente blu". I lavori prodotti da Cousteau hanno anche creato un nuovo tipo di comunicazione scientifica che gli causò qualche critica da parte degli accademici tradizionali. Il cosiddetto divulgazionismo, una forma semplice e comprensibile di condivisione dei concetti scientifici, venne ben presto utilizzato anche per altre discipline e divenne una delle caratteristiche più apprezzate delle moderne trasmissioni televisive.
L'informazione documentaristica trovò nelle parole di Cousteau un semplice schema da seguire. Oggi la figura di Cousteau è ammirata e benvoluta in tutto il mondo, grazie ai molti che amano il mare, e viene considerata con una sorta di devozione, in quanto simbolica dell'avventura, della natura e dell'esplorazione. La Carta dei Diritti delle Generazioni Future è stata proposta da Jacques-Yves Cousteau e dalla sua équipe in collaborazione con l'UNESCO e da questa approvata nel 1991; ha raccolto, attualmente, adesioni in più di 100 Paesi. 

## Omaggi
- Gli è stata intitolata la riserva Cousteau, un'area marina protetta situata nel dipartimento della Guadalupa.

## Filmografia

### Come regista

#### Lungometraggi autoprodotti
- Par dix-huit mètres de fond (1943)
- Les phoques du Rio d'Oro (1949)
- Dauphins et crétacés (1949)
- Autour d'un récif (1949)
- Au large des côtes Tunesiennes (1949)
- Une sortie du 'Rubis' (1950)
- Carnet de plongée (1950)
- La mer rouge (1952)
- Un musée dans la mer (1952)

#### Cortometraggi
- Épaves (1946) (autoprodotto)
- Paysages du silence (1947) (autoprodotto)
- Danger Under the Sea (1951)  Oscar al miglior cortometraggio a 2 bobine 1951
- Rhythm on the Reef (1952)

#### Documentari
- Il mondo del silenzio (1956) ( Oscar al miglior documentario 1957; National Board of Review Awards 1956; Palma d'Oro 1956; Premio sindacato francese della critica cinematografica 1957; BAFTA 1957)
- Il mondo senza sole (1964) (autoprodotto)  Oscar al miglior documentario 1965; National Board of Review Awards 1964
- Du grand large aux Grands Lacs (1982)
- Cousteau: Alaska: Outrage at Valdez (1989) (autoprodotto)

#### Televisione
- Omnibus – serie TV, 1 episodio Hilde and the Turnpike (1954) (segmento dal titolo "Undersea Research") (autoprodotto)
- The Undersea World of Jacques Cousteau – serie documentari TV, 1 episodio The Desert Whales (1969)
- The Cousteau Odyssey – serie documentari TV, 1 episodio Calypso's Search for Atlantis: Part One (1978)

### Come produttore

#### Cortometraggi
- Station 307, regia di Louis Malle (1954)
- The Golden Fish (Histoire d'un poisson rouge), regia di Edmond Séchan (1959)  Oscar al miglior cortometraggio 1960

#### Documentari
- Les pièges de la mer (1982)

#### Televisione
- - National Geographic Specials - Serie documentari TV (3 episodi):
  - The World of Jacques-Yves Cousteau, regia di Philippe Cousteau Sr. (come Philippe Cousteau) (24 mar. 1966)
  - 500 Million Years Beneath the Sea (16 apr. 1968)
  - Hippo! (15 apr. 1969)
- The Undersea World of Jacques Cousteau - Serie documentari TV (37 episodi, 1966-1976):
  - Conshelf Adventure, regia di Philippe Cousteau Sr. (come Philippe Cousteau) (5 set. 1966)
  - Sharks, regia di Philippe Cousteau Sr. (come Philippe Cousteau), Jack Kaufman (8 gen. 1968)
  - Savage Worlds of the Coral Jungle, regia di Philippe Cousteau Sr. (come Philippe Cousteau), Patrick Watson (6 mar. 1968)
  - Search in the Deep. regia di Patrick Watson (15 apr. 1968)
  - Whales, regia di Laurence D. Savadove (15 nov. 1968)
  - The Unexpected Voyage of Pepito and Cristobal (13 gen. 1969)
  - Sunken Treasure, regia di Michel Deloire (3 mar. 1969)
  - Legend of Lake Titicaca, regia di Marcel Ichac (24 apr. 1969)
  - The Desert Whales, regia di Warren Bush, Philippe Cousteau Sr. (as Philippe Cousteau), Jacques-Yves Cousteau (28 ott. 1969)
  - The Night of the Squid, regia di Michel Deloire (16 gen. 1970)
  - The Return of the Sea Elephants (8 feb. 1970)
  - Those Incredible Diving Machines (10 mar. 1970)
  - The Water Planet (28 mar. 1970)
  - Tragedy of the Red Salmon, regia di Roger Brenot (24 nov. 1970)
  - The Dragons of Galapagos (24 feb. 1971)
  - Secrets of the Sunken Caves (19 mar. 1971)
  - Lagoon of Lost Ships (14 mag. 1971)
  - The Unsinkable Sea Otter (26 set. 1971)
  - Octopus, Octopus, regia di Philippe Cousteau Sr. (come Philippe Cousteau) (21 dic. 1971)
  - The Forgotten Mermaids (24 gen. 1972)  Golden Globe per il miglior speciale TV 1973
  - A Sound of Dolphins (25 feb. 1972)
  - The Smile of the Walrus, regia di Philippe Cousteau Sr. (come Philippe Cousteau) (5 nov. 1972)
  - 500 Million Years Beneath the Sea (11 gen. 1973)
  - Hippo (16 feb. 1973)
  - The Singing Whale, regia di Philippe Cousteau Sr. (come Philippe Cousteau) (12 mar. 1973)
  - South to Fire and Ice (29 nov. 1973)
  - The Flight of Penguins, regia di Philippe Cousteau Sr. (come Philippe Cousteau) (21 gen. 1974)
  - Beneath the Frozen World, regia di Philippe Cousteau Sr. (3 mar. 1974)
  - Blizzard at Hope Bay (22 mar. 1974)
  - Life at the End of the World, regia di Philippe Cousteau Sr. (come Philippe Cousteau) (14 nov. 1974)
  - Beavers of the North Country, regia di Philippe Cousteau Sr. (come Philippe Cousteau) (6 gen. 1975)
  - The Coral Divers of Corsica (21 feb. 1975)
  - The Sleeping Sharks of Yucatan, regia di Philippe Cousteau Sr. (come Philippe Cousteau) (6 apr. 1975)
  - The Sea Birds of Isabela (8 dic. 1975)
  - Mysteries of the Hidden Reefs (1976)
  - The Fish That Swallowed Jonah (23 mag. 1976)
  - The Incredible March of the Spiny Lobsters (30 mag. 1976)
- The Cousteau Odyssey - Serie documentari TV (11 episodi, 1977-1978) 
  - Calypso's Search for the Britannic (22 nov. 1977)
  - Calypso's Search for Atlantis: Part Two (1977)
  - Lost Relics of the Sea (1977)
  - Diving for Roman Plunder (1977)
  - The Mississippi (1977)
  - The Nile: Part 1 (1978)
  - The Nile: Part 2 (1978)
  - Time Bomb at Fifty Fathoms (1978)
  - Blind Prophets of Easter Island (1978)
  - Clipperton: The Island That Time Forgot (1978)
  - The Warm Blooded Sea: Mammals of the Deep (1978)
- Explorers of the Deep - Serie documentari TV (1979–1980)
  - Amazon - Serie documentari TV (4 episodi):
  - River to the Future, regia di Jean-Paul Cornu (1984)
  - Journey to a Thousand Rivers (1984)
  - The Enchanted River (1984)
  - Snowstorm in the Jungle, regia di Jean-Paul Cornu (1985)
- Cousteau's Rediscovery of the World I - Serie documentari TV (12 episodi, 1986-1990) 
  - Haiti: Water of Sorrow, regia di Jean-Paul Cornu (23 mag. 1986)
  - Cuba: Waters of Destiny, regia di Jean-Paul Cornu (1986)
  - Cape Horn: Waters of the Wind, regia di Jean-Michel Cousteau (1986)
  - Palawan: The Last Refuge (1986)
  - Borneo: The Ghost of the Sea Turtle (1986?)
  - Sea of Cortez: Legacy of Cortez, regia di Jean-Michel Cousteau (1987)
  - Marquesas Islands: Mountains from the Sea, regia di Jean-Michel Cousteau (1987)
  - New Zealand: The Rose and the Dragon (1988)
  - Pacific Northwest: Land of the Living Totems (8 apr. 1988)
  - Australia: The Last Barrier, regia di Jean-Michel Cousteau (1989)
  - Thailand: Convicts of the Sea (1990)
  - Borneo: Forest Without Land (s.d.)
- Cousteau: Alaska: Outrage at Valdez, regia di Jean-Michel Cousteau (1989)
- Cousteau's Rediscovery of the World II - Serie documentari TV (8 episodi, 1992-1994) 
  - The Great White Shark: Lonely Lord of the Sea, regia di Jean-Michel Cousteau, Mose Richards (1992)
  - Australia: Continent of Dreams (26 mag. 1992)
  - Nauru: The Island Planet (1992)
  - The Secret Societies of Dolphins and Whales (3 ott. 1993)
  - Mekong: Gift of Water (17 apr. 1994)
  - Mekong: Vietnam & Cambodia - Children of Rice & Guns (2 ott. 1994)
  - Indonesia: The Devil's Orchards (s.d.)
  - Indonesia II: Sumatra, the Heart of the Seas (s.d.)
- Cousteau: My First 85 Years (film per la tv) (1995)

## Home video
Per il mercato italiano uscirono, a cadenza quindicinale, 60 videocassette della serie La grande avventura del mare: Jacques Cousteau, la videoenciclopedia del pianeta acqua (Novara, De Agostini / Milano, Margy, 1993-1995) che raccoglie in sostanza l'intera produzione dell'autore francese (tra parentesi durata e anno copyright dichiarato per l'edizione in VHS):
- 1: Il grande squalo bianco (48', 1992)
- 2: Il mondo del silenzio: la prima grande esplorazione degli abissi (85', 1956)
- 3: Il destino delle tartarughe di mare (52', 1991)
- 4: La vita delle lontre di mare (53', 1991)
- 5: Il tesoro sommerso: il recupero di un galeone nel Mar dei Caraibi (52', 1991)
- 6: Il pesce che divorò Giona: la vita segreta delle cernie giganti (52', 1991)
- 7: L'odissea del salmone rosso (50', 1990)
- 8: La notte del calamaro: la straordinaria riproduzione dei calamari del Pacifico (51', 1991)
- 9: La marcia delle aragoste: un mistero non ancora spiegato (53', 1991)
- 10: Il mistero dell'isola di Pasqua (59', 1978)
- 11: Alla ricerca del continente sommerso: il favoloso viaggio verso Atlantide (61', 1978)
- 12: Lilliput conquista l'Antartide: dal Polo Sud il messaggio dei ragazzini al mondo (48', 1990)
- 13: Oltraggio a Valdez: uno dei più grandi disastri ecologici della storia (41', 1991)
- 14: Atlantide: mito, leggenda o realtà? (60', 1978)
- 15: Nella macchina del tempo: la Papuasia, un universo da scoprire (51', 1989)
- 16: La terra dei totem viventi: sulle tracce degli indiani del Canada (48', 1988)
- 17: I cavalieri del vento: l'avventura dell'Alcyone (48', 1985)
- 18: Viaggio verso i mille fiumi: i misteriosi corsi d'acqua dell'Amazzonia (53', 1983)
- 19: Gli uccelli marini di Isabella (51', 1991)
- 20: Il tramonto dei pescatori dell'Alaska: ombre e luci sul regno degli eschimesi (48', 1989)
- 21: Quelle incredibili macchine sottomarine: invenzioni e scoperte nell'esplorazione degli abissi (51', 1990)

- 22: Progetto Amazzonia: come salvare la più grande foresta della terra (49', 1984)
- 23: Il fiume degli uomini coccodrillo: le misteriose tribù della Nuova Guinea (48', 1989)
- 24: L'isola dimenticata dal tempo: alla scoperta dei segreti dell'atollo di Clipperton (57', 1981)
- 25: Alla ricerca del bottino di Roma antica: i tesori sommersi del Mediterraneo (58', 1977)
- 26: Le isole invisibili: Isole Andamane, un'oasi dai mille colori (47', 1990)
- 27: La leggenda del lago Titicaca (52', 1990)
- 28: Il volo dei pinguini (52', 1991)
- 29: Relitti perduti: dal Mediterraneo all'Atlantico alla ricerca di navi scomparse (58', 1980)
- 30: Dall'Atlantico ai grandi laghi: lo straordinario spettacolo della natura in Nordamerica (49', 1982)
- 31: Rotta verso il mare: lungo il San Lorenzo fra natura e storia (48', 1982)
- 32: Il Nilo: fiume della vita (61', 1979)
- 33: Alla ricerca del Britannic: il misterioso relitto del transatlantico inglese (58', 1977)
- 34: Il fiume dell'oro: avventura tra i cercatori d'oro dell'Amazzonia (57', 1984)
- 35: Le preziose acque del deserto: le culture e i popoli del Nilo (58', 1979)
- 36: Il fiume incantato: il mondo vivente del Rio delle Amazzoni (55', 1983)
- 37: Ultimatum sotto il mare: il recupero di un carico di veleni nell'Adriatico (57', 1978)
- 38: Cousteau: i miei primi 75 anni (47', -)
- 39: Alleati riluttanti, nemici amichevoli: le stagioni della vita sulle rive del Mississippi (48', 1985)
- 40: Ombre selvagge: tradizioni, credenze e rituali degli Indios (57', 1984)

- 41: Le acque del vento (Capo Horn) (49', 1986)
- 42: Cousteau: una vita per il mare (60', 1985)
- 43: I draghi delle Galápagos: la suggestiva vita anfibia dell'iguana marina (48', 1990)
- 44: Caverne sommerse: l'emozionante esplorazione di un abisso nel Mar dei Caraibi (47', 1990)
- 45: Grida dal fondo: l'emozionante salvataggio di un cucciolo di balena (90', 1981)
- 46: Le acque della discordia: isole Channel, tra passato e presente (46', 1987)
- 47: L'eredità di un mondo sommerso: lungo il corso del Mississippi (52', 1979)
- 48: Il drago e la rosa: le foreste preistoriche della Nuova Zelanda (48', 1988)
- 49: Hippo! Hippo! L'Africa selvaggia: il territorio degli ippopotami (48', 1990)
- 50: L'ultima barriera: fra i coralli della grande barriera australiana (46', 1989)
- 51: Le sirene dimenticate: sulle tracce dei lamantini della Florida (48', 1990)
- 52: A ovest dei confini del mondo: il viaggio dell'"Alcyone" lungo la costa occidentale dell'Australia (45', 1991)
- 53: Il popolo del mare inaridito: nel cuore del deserto australiano (45', 1991)
- 54: I frutteti dell'inferno: un viaggio fra i vulcani dell'Indonesia (47', 1991)
- 55: Acque di fuoco: un paradiso negato alle isole della Polinesia (47', 1988)
- 56: Lo spettro della tartaruga di mare (47', 1989)
- 57: 500 milioni di anni sotto il mare: appuntamento con un fossile vivente: il nautilo (48', 1990)
- 58: Il sorriso del tricheco (48', 1990)
- 59: Le montagne del mare: alla riscoperta delle straordinarie isole Marchesi (45', 1987)
- 60: Il risveglio di un'isola: la Tasmania in lotta per il futuro (45', 1991)

## Nella cultura popolare

### Cinema
- A Cousteau è ispirato, in un misto di omaggio e parodia, il personaggio di Steve Zissou, interpretato da Bill Murray nel film di Wes Anderson Le avventure acquatiche di Steve Zissou (2004). Nei titoli di coda di questo film, si legge la scritta "In memoria di Jacques-Yves Cousteau e con gratitudine verso la Società Cousteau, che non è stata coinvolta nella produzione di questo film".
- Nel film Rushmore (1998) di Wes Anderson compare il libro Diving for Sunken Treasure di Jacques-Yves Cousteau e Philippe Diolé e la citazione: "Quando un uomo, per qualunque ragione ha l’opportunità di condurre una vita straordinaria non ha alcun diritto di tenersela per sé".
- Nel 2016 è stato girato un film biografico dal titolo L'Odissea. Jacques Cousteau è interpretato dall'attore francese Lambert Wilson.
- La trama del film Titanic di James Cameron ha indubbie coincidenze con il documentario di Costeau del 1976 Alla ricerca del Britannic. Nel documentario Cousteau porta con sé sulla nave Calypso un'anziana signora sopravvissuta all'affondamento, Sheila Macbeth Mitchell, infermiera volontaria sul Britannic, sopra il punto del relitto dove il suo team sta effettuando immersioni di ricognizione; nel colossal di Cameron, in maniera del tutto analoga, il ricercatore Brock Lovett (Bill Paxton), mentre analizza il relitto del Titanic, viene contattato e raggiunto sulla sua nave dalla protagonista, la centenaria superstite del naufragio del Titanic Rose Dawson (Gloria Stuart). Tra l'altro la HMHS Britannic è la gemella del Titanic.[12]
- Nel film di fantascienza Star Trek - L'insurrezione, la navetta personale del capitano Jean-Luc Picard si chiama Cousteau e lo stesso personaggio del capitano Picard sembra parzialmente modellato su Cousteau.[senza fonte]
- Viene anche menzionato nel film L'erba di Grace quando Grace conosce a Londra l'uomo di malaffari di origine francese a cui avrebbe dovuto vendere la marijuana, Matthew nella scena successiva esorterà sarcasticamente Grace, sul come se la sarebbe cavata senza di lui "con quel Jacques Cousteau".
- Nel film Ace Ventura - L'acchiappanimali del 1994, il personaggio interpretato da Courteney Cox corregge l'errore fatto dal suo capo, che definisce un delfino un pesce anziché un mammifero. Lui, arrabbiato, risponde: "Grazie, signorina Jacques Cousteau!".

### Letteratura
- Un giovane Jacques-Yves Cousteau, dei servizi segreti francesi, è uno dei personaggi minori del romanzo Non è sempre caviale, dello scrittore austriaco Johannes Mario Simmel, una divertente spy-story in chiave gastronomica ambientata durante la seconda guerra mondiale. Cousteau ha effettivamente collaborato con i servizi segreti del suo paese.

### Musica
- La canzone Jacques Cousteau di Plastic Bertrand è dedicata a lui.
- La band statunitense GWAR dedicò una canzone all'esploratore francese, uscita nell'album d'esordio Hell-O del 1988, intitolata Je M'Appelle Jacques Cousteau.
- La canzone di John Denver Calypso, uscita nell'album Windsong del 1975, è un omaggio a Cousteau. Nell'estate del 1997, pochi mesi dopo la morte dell'esploratore, Denver scrisse un'altra canzone sull'impatto delle attività di Cousteau sul mondo, ma questo brano non fu mai registrato ufficialmente, a causa della morte di John Denver, avvenuta poco dopo.
- Jean-Michel Jarre nel 1990 ha realizzato l'album Waiting for Cousteau in onore dell'esploratore.
- Vangelis Papathanassiou nel 1990 ha realizzato la colonna sonora di due episodi ("Indonésie I: Les Vergers de l'Enfer" and "Indonésie II: Sumatra") del documentario di Cousteau À la redécouverte du monde II.
- Jacques Cousteau viene nominato in molte canzoni:  Perfect Water del gruppo hard rock americano Blue Öyster Cult, contenuta nell'album Club Ninja del 1986; Torna Catalessi di Caparezza ("Non fisso l'abisso come Cousteau, né lo spazio come Houston"); Quien fuera di Silvio Rodríguez, ("al pie del mar de los delirios, quien fuera Jacques Cousteau"); Go dei The Chemical Brothers, singolo uscito nel 2015; The Sights degli Enter Shikari; "Da Mystery of Chessboxin'" del gruppo hip-hop Wu-Tang Clan.

### Televisione
- Jacques Cousteau viene nominato in una puntata della nota situation comedy Friends, nella suddetta puntata la svampita Phoebe Buffay si dice innamorata di lui, sarà la madre di Ross a farle notare di come Jacques Cousteau fosse probabilmente già morto (come di fatto era nella realtà quando l'episodio è stato girato).
- Viene nominato nell'episodio 2 della quinta stagione di Better Call Saul.

## Altri riconoscimenti
- Nel 1967 Cousteau è stato inserito nella International Swimming Hall of Fame, la Hall of Fame internazionale del nuoto, per aver aperto nuovi orizzonti per il nuoto, sia dal punto di vista ricreativo sia da quello scientifico, e per l'invenzione dell'Aqua-lung.